# Cucina pugliese

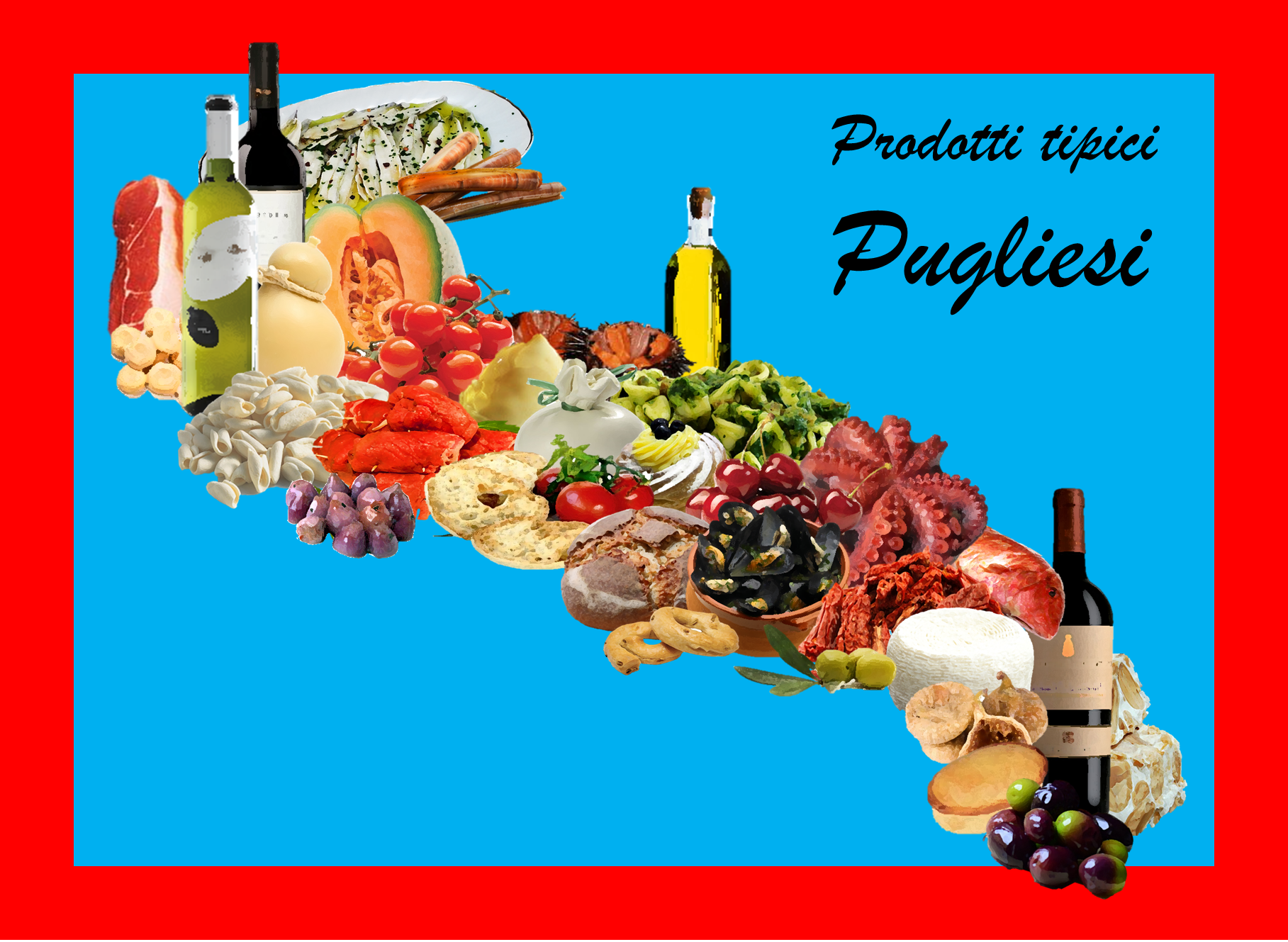
Alcuni prodotti tipici pugliesi

La cucina pugliese si caratterizza soprattutto per il rilievo dato alla materia prima, sia di terra che di mare, e per il fatto che tutti gli ingredienti sono appunto finalizzati ad esaltare e a non alterare i sapori base dei prodotti usati.
Pertanto, si troveranno tutte le verdure di stagione, dalla cima di rapa al cavolo verde, al cardo, ai peperoni, alle melanzane, ai carciofi, tutti i legumi, dai fagioli alle lenticchie, alle cicerchie e alle fave, e tutti i prodotti del mare, in particolare dell'Adriatico; questi ultimi hanno una particolare caratteristica che li distingue, in conseguenza della particolare pastura che si rinviene lungo le sue coste, e dalle polle di acqua dolce che si scaricano in mare, e che servono ad attutire il salmastro, ma non ad alterarne il profumo.
Peraltro, anche se vi sono dei piatti comuni, le ricette variano da provincia a provincia e, talvolta, da città a città: così, per esempio, le ricette tipiche delle province di Taranto, Brindisi e Bari, adagiate sul mare, non sono uguali a quelle praticate nella provincia di Foggia, più collinosa, e di Lecce, più terragna.
Tante sono le ricette che presenta questa cucina, che ha poi una particolarità che la distingue dalle altre, di offrire piatti diversi in relazione alle diverse stagioni, così che durante le stagioni più miti, cioè in primavera e in estate, viene data preferenza alle verdure e al pesce, mentre nelle altre predominano i legumi, la pasta fatta in casa condita con vari sughi, da sola o combinata alle verdure o al pesce.
Il piatto più tipico è quello delle "Orecchiette al ragù di carne di cavallo", la cui ricetta è ormai diffusa in tutti i ricettari, ma non sono meno conosciute le "Orecchiette con le cime di rapa", la "cicoria con la purea di fave", e quelle che ricollegano il territorio al Mediterraneo, come i "Cavatelli con le cozze" o il riso al forno alla barese chiamato pure patate, riso e cozze.

## Formaggi
Da tritare sulla pasta come nel caso del cacioricotta salentino, da aggiungere al ragù o spalmare sulla bruschetta come per la ricotta forte, da gustare per delicati antipasti o leggeri piatti di mezzo come per la mozzarella, la burrata e il Canestrato Pugliese, i formaggi pugliesi sono alimenti versatili e gustosi. In passato erano utilizzati come merce di scambio tra i pastori che abitavano numerosi le campagne e i pescatori che vivevano asserragliati, a causa degli assalti dei pirati, in poche cittadelle fortificate sul mare. Per molti secoli, infatti, il territorio costiero non fu abitato se non dai greggi caprini e ovini da cui provengono appunto questi formaggi tipici.
Tipico della Puglia, come anche di altre regioni è il Caciocavallo podolico, formaggio a pasta filata, così chiamato perché prodotto con latte proveniente da vacche di razza podolica, allevate allo stato brado.
- burrata di Andria
- burrata affumicata
- Stracciatella di bufala
- caciocavallo
- caciocavallo podolico dauno
- cacioricotta pugliese
- canestrato pugliese
- caprino
- giuncata
- fallone di Gravina
- fior di latte
- formaggio vaccino
- manteca
- mozzarella
- Mozzarella di Gioia del Colle
- Mozzarella di bufala
- pallone di Gravina
- pecorino foggiano
- ricotta
- ricotta forte
- ricotta di bufala campana
- Pecorino dauno
- Pecorino foggiano
- ricotta marzotica
- scamorza
- scamorza di pecora
- Pampanella (formaggio)
- Formaggio Rodez

## Carni e frattaglie fresche
- bombette
- brasciole
- Marro (gastronomia)
- capocollo di Martina Franca
- Salame tipo pugliese
- Salsiccia di cavallo
- Soppressata di Puglia
- Guanciale di Faeto
- Lardo di Faeto

- cervellata

- gnemredde o gnummareddi o turcinelli o marretti
- Marro o "Cazzmarr"
- muschiska
- prosciutto di Faeto
- pzzntell
- salsiccia a punta di coltello dell'alta murgia
- salsiccia dauna
- tocchetto
- zampina di Sammichele di Bari
- trippa con le patate
- Pezzetti di cavallo

## Vini
I vini a denominazione di Origine Controllata sono:
- Aleatico di Puglia
- Alezio
- Brindisi
- Cacc'e Mmitte di Lucera
- Castel del Monte
- Copertino
- Gioia del Colle
- Gravina
- Leverano
- Lizzano
- Locorotondo
- Martina Franca
- Matino
- Moscato di Trani
- Nardò negroamaro del salento
- Nero di Troia
- Nocese
- Ortanova rosato
- Ortanova rosso
- Ostuni
- Primitivo di Manduria
- Rosso Barletta
- Rosso Barletta Invecchiato
- Rosso Canosa
- Rosso Canosa riserva
- Rosso di Cerignola
- Rosso di Cerignola riserva
- Salice Salentino
- San Severo
- Squinzano
- Galatina

## Liquori e altre bevande
- Elisir San Marzano Borsci
- Padre Peppe (liquore)
- Limoncello
- Latte di mandorla
- Espressino
- Caffè in ghiaccio
- Liquore al melograno
- Liquore di alloro
- Amaro del Gargano
- Mirinello

## Prodotti tipici pugliesi

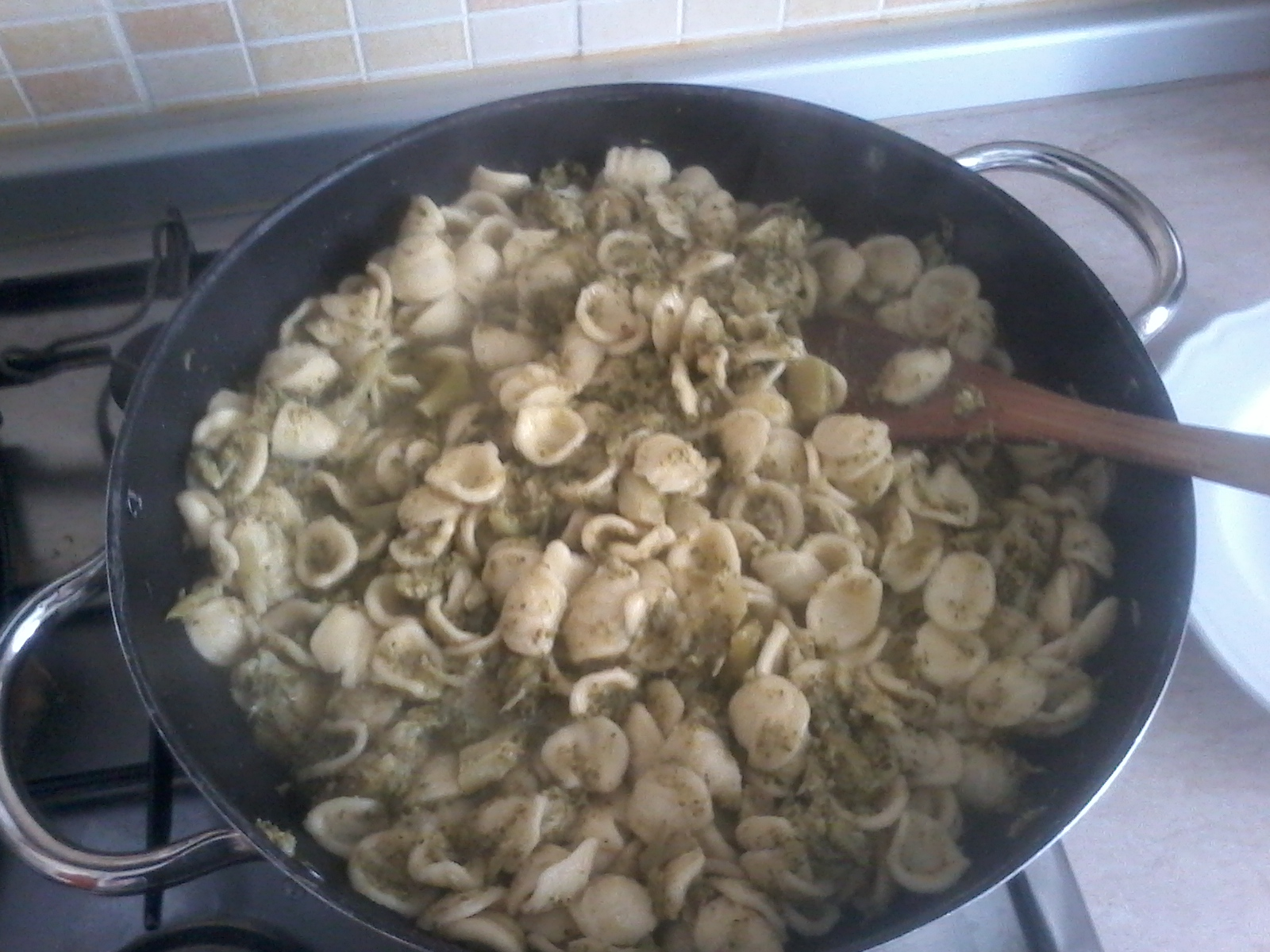
Orecchiette con le cime di rapa

I prodotti a Denominazione di origine protetta sono:
- Cozza tarantina
- Gambero rosso di Gallipoli
- Pane di Laterza
- Pane pugliese
- Puccia
- Sceblasti
- Pirilla
- Canestrato pugliese
- Friselle
- Panzerotto
- Focaccia barese
- Scapece gallipolina
- Clementine del Golfo di Taranto
- Arancia del Gargano
- Olio Collina di Brindisi
- Olio Dauno
- Olio Cima di Bitonto
- Olio Terra di Bari
- Olio Terra d'Otranto
- Olio Terre Tarentine
- Pane di Altamura
- Ciliegia Ferrovia di Turi
- Limone femminiello del Gargano
- Bella della Daunia, cultivar Bella di Cerignola
- Uva di Puglia
- Cipolla Rossa di Acquaviva delle fonti
- Brassica rapa sylvestris
- Pomodorino di Manduria
- Pomodoro Regina
- Carciofo brindisino
- Lenticchia d'Altamura
- Tarallini
- Scaldatelli
- Rustico leccese
- Orecchiette
- Sagne
- Cavatelli
- Strascinati
- Mandorla di Toritto
- Fava di Carpino

Primi Piatti:
- Orecchiette alle cime di rape

- Orecchiette con la ricotta forte

- Orecchiette alla crudaiola

- Orecchiette con ragù di brasciole

- Orecchiette al ragù di salsiccia

- Cavatelli ai frutti di mare

- Grano pestato al sugo

- ciceri e tria

- Tubettini con le cozze tarantine

- Spaghetti alla tarantina

- Spaghetti ai pomodorini scattarisciati

- Spaghetti all'assassina

- Pasta mollicata

- Spaghetti ai ricci di mare

- Spaghetti con le anguille

- Cazuni tarantini di ricotta e zucchero al sugo

Secondi piatti:
- Cozze alla tarantina
- Ostriche alla tarantina
- Sauté di cozze e vongole
- Seppie ripiene

- Pitta di patate

- Fave e cicorie
- Zucchine alla poverella
- Olive fritte
- Cozze gratinate

- Scagliozzi

- Pollo cusutu nculu

- Agnello con i piselli

- Quatara di Porto Cesareo
- Crudo di mare pugliese
- Polpo fritto
- Polpette di polpo
- Crocchè
- Cozze fritte
- Polpo in pignata
- Parmigiana di melanzane
- Cocule
- Polpette di pane
- Calamari con patate e olive
- Salsiccia e cime di rapa
- Cime di rape stufate con peperoncino
- Ciambotta pugliese

Piatti unici
- Acquasale
- Orecchiette al forno
- Tiella barese
- Focaccia cipolla e olive
- Panini di pesce

Curiosità gastronomiche
- I famosi panzerotti, (le mezze lune ripiene di pomodoro e mozzarelle secondo la tradizione) prendono il nome di panzerotti nella Puglia nord, centrale e parti della Puglia sud mentre nell'estrema Puglia viene chiamato "calzone".

Mentre sempre nella parte estrema sud della regione viene chiamato "panzerotto" il rotolino fritto ripieno di patate che si consuma in aperitivi o in cene vere e proprie.